# 伊號第三百六十一潛艦

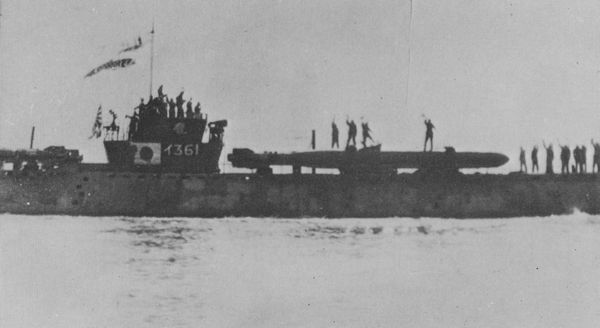
日本海軍 伊号第三百六十一潜水艦

伊号第三六一潜水艦（日语：いごうだいさんびゃくろくじゅういちせんすいかん）是大日本帝国海军的一艘潜水艇。伊三六一型潜水艦的1号艦。参加回天攻擊隊，在冲绳战沉。

## 艦歷
- 1942年：“改丸五计划（日语：改マル5計画）”第5461号艦
- 1943年2月16日：在吴海軍工廠开工
- 1943年10月30日：下水
- 1944年5月25日：竣工。船籍编入横須賀鎮守府
- 1944年8月15日：編入第7潜水战隊
- 1944年8月23日：执行横須賀至威克岛的輸送任務
- 1944年10月17日：第2次执行横須賀至威克岛的輸送任務
- 1945年1月9日：第3次执行横須賀至威克岛的輸送任務
- 1945年2月7日：停靠横須賀，开始回天搭載的搭载工作
- 1945年3月20日：编入第15潜水战隊
- 1945年5月24日：作为轟隊之一出击大津島
- 1945年5月30日：在冲绳東方海面受到敌方航空母舰舰载机攻击沉没。81名全員战死
- 1945年6月25日：确定在冲绳方面喪失
- 1945年8月10日：除籍

## 歴代艦長
1. 岡山登大尉（1944年5月25日－）
2. 松浦正治大尉（1944年12月11日－）